# Йитион
Йи́тион, Ги́тион (греч. Γύθειον ή Γύθειο) — малый город в Греции. Расположен на высоте 17 метров над уровнем моря. Находится в южной части полуострова Пелопоннеса, в 171 километре к юго-западу от Афин, в 51 километре к юго-востоку от Каламаты и в 58 километрах к юго-востоку от аэропорта «Капитан-Василис-Константакопулос». Административный центр общины (дима) Анатолики-Мани в периферийной единице Лаконии в периферии Пелопоннес. Население 4279 жителей по переписи 2011 года.

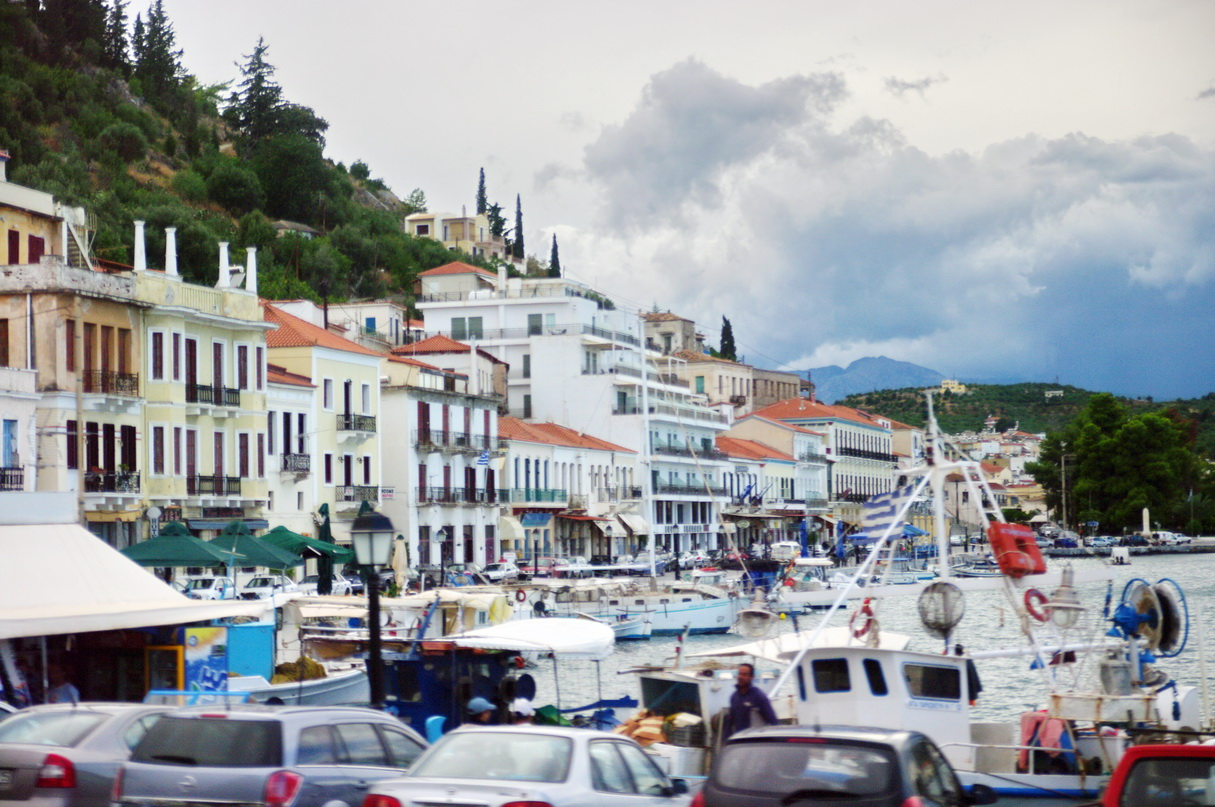
Порт Йитиона

В древности являлся морским портом Спарты, которая расположена в 40 километрах к северу от Йитиона. Он являлся важным портом вплоть до IV века н. э. когда, предположительно, город был разрушен сильным землетрясением. В настоящее время это самый крупный и важнейший город на полуострове Мани.

## География
Йитион расположен в северо-восточной части полуострова Мани и на северо-западном побережье залива Лаконикоса. Город был построен у восточного подножия Ларисиона, называемого местными жителями Акуманос или Куманос (Ακούμαρος ή Κούμαρος), в одной из самых плодородных областей полуострова вблизи устья реки Гифеи, которая, как правило, всегда пересыхала, отчего получила прозвище «Ксериас», что означает «сухой». В настоящее время на большей части русла реки располагается проспект Эрму. Далее на северо-восток расположена дельта реки Эвротас. У побережья Йитиона расположено несколько небольших островов, крупнейшим из которых является Краная, соединенный с материком дамбой. Йитион расположен в 40 километрах к югу от Спарты, с которой связан национальной дорогой 39, частью европейского маршрута E961.

## История
По преданию Гитий (др.-греч. Γύθειον, лат. Gythium) основан Аполлоном и Гераклом после их ссоры из-за треножника дельфийского оракула.
Основан финикийцами. В VI веке до н. э. стал главным портом Лаконии. Принадлежал Спарте. Впервые упоминается Фукидидом в описании рейда афинянина Толмида, который опустошил Гитий в 455 году до н. э. Эпаминонд во время похода в Лаконию в 370 году до н. э. не смог взять Гитий. Захвачен римлянами под командованием братьев Фламининов Луция и Тита в 195 году до н. э. В римский период принадлежал к Элевтеролаконам, которых император Август освободил от владычества Спарты, и снова переживал период расцвета.
По Павсанию на агоре находились статуи Аполлона, Геракла и Диониса. На другой стороне агоры находились статуи Аполлона Карнейского, Асклепия и Посейдона Геаоха (Земледержца), а также храмы Аммона и Деметры. В городе были ворота Кастора (Касториды), а на акрополе — храм Афины.
Около Йитиона Орест излечился от безумия. Напротив Кранаи находился храм Афродиты Мегонитиды, по преданию построенный Парисом. Менелай поставил здесь статуи Фемиды и Праксидики. На Ларисионе весной справлялись Дионисии.
В римский период стал процветающим торговым портом. В 375 году разрушен землетрясением. В 1209—1262 годах здесь была барония Пасавас с центром в одноимённой крепости на месте древнего Ласа. В XIX веке был известен как Палеополь (Παλαιόπολη).

## Археологические раскопки

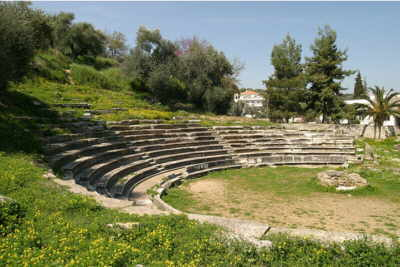
Античный амфитеатр в Йитионе

Античный театр, а также часть древней агоры были выявлены в конце XX века в раскопках Археологического общества. Раскопки агоры продолжаются в настоящее время. Недавно найдены руины могильных памятников римского периода и раннехристианской базилики.

## Достопримечательности
Старая женская школа — одноэтажное здание по проекту Эрнста Циллера 1896 года, в котором до 1990-х годов располагалась 2-я начальная школа.

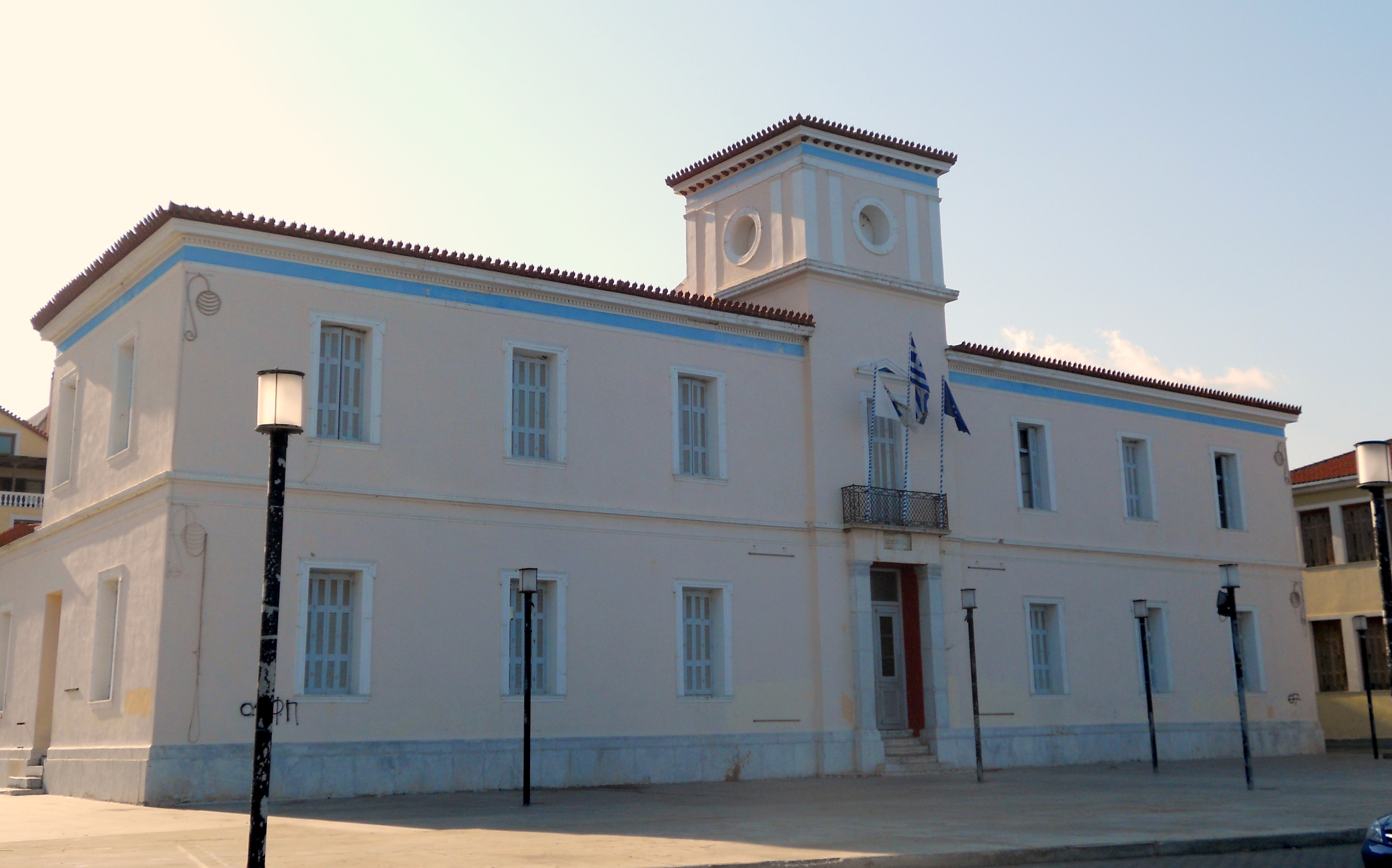
Городская ратуша, созданная Эрнстом Циллером

Двухэтажное здание ратуши по проекту Эрнста Циллера находится на городской набережной.

## Сообщество Йитион
В общинное сообщество Йитион входят девять населённых пунктов. Население 4717 жителей по переписи 2011 года. Площадь 35,141 квадратного километра.
| Населённый пункт  | Население (2011), человек |
| ----------------- | ------------------------- |
| Айос-Констандинос | 0                         |
| Вутруви           | 7                         |
| Йитион            | 4279                      |
| Йириста           | 147                       |
| Лимни             | 91                        |
| Марулия           | 23                        |
| Пасавас           | 40                        |
| Прициотико        | 62                        |
| Селиница          | 68                        |

## Население
| Год  | Население, человек |
| ---- | ------------------ |
| 1991 | 4255               |
| 2001 | 4479               |
| 2011 | ↘ 4279             |

## Известные уроженцы
- Александрос Отонеос (1879—1970) — офицер, глава переходного правительства в 1933 году.
- Дзаннис Дзаннетакис (1927—2010) — премьер-министр Греции в 1989 году.

## Города-побратимы
- Вильнёв-лез-Авиньон, Франция

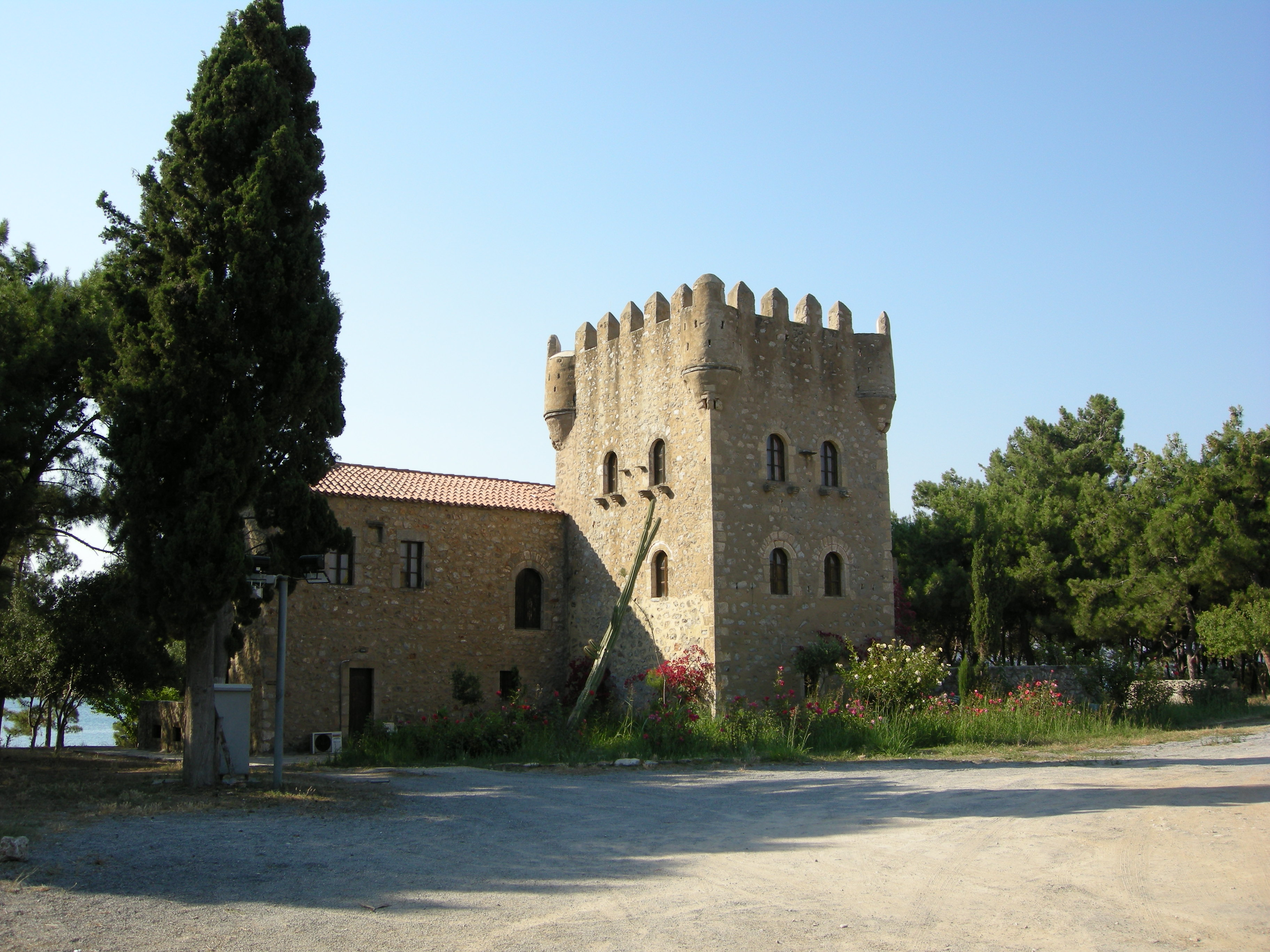
Башня Цанетакиса на острове Кранае
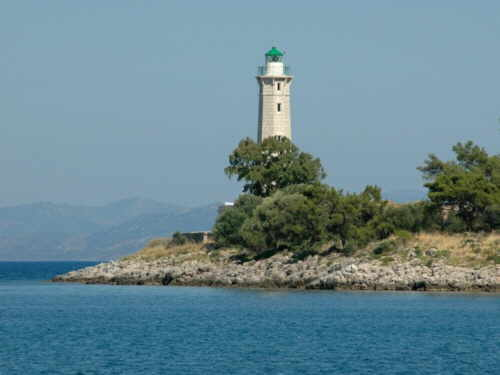
Маяк на острове Кранае